# Наґасіма Акіхіро
Наґасіма Акіхіро (яп. 永島 昭浩, нар. 9 квітня 1964, Хьоґо —) — японський футболіст, що грав на позиції нападника.

## Клубна кар'єра
Грав за команду Гамба Осака, Сімідзу С-Палс, Віссел Кобе.

## Виступи за збірну
Дебютував 1990 року в офіційних матчах у складі національної збірної Японії. У формі головної команди країни зіграв 4 матчі.

## Статистика
Статистика виступів у національній збірній.
| Збірна Японії | Збірна Японії | Збірна Японії |
| Роки          | Ігри          | голи          |
| ------------- | ------------- | ------------- |
| 1990          | 3             | 0             |
| 1991          | 1             | 0             |
| Усього        | 4             | 0             |